# Крымский мост
Кры́мский мост, также Ке́рченский мост — транспортный переход через Керченский пролив, соединяющий Керченский и Таманский полуострова через остров Тузла и Тузлинскую косу. Состоит из двух параллельных мостов — автодорожного, являющегося частью дороги А-290 (Керчь — Новороссийск), и железнодорожного, являющегося частью линии Багерово — Вышестеблиевская. Имеет общую протяжённость 19 км, является самым длинным из когда-либо построенных Россией мостов и нередко называется самым длинным в Европе.
Создание транспортного перехода началось после не признанной большей частью международного сообщества аннексии Крыма Россией и резкого ухудшения российско-украинских отношений, поставившего перед российскими властями вопрос о создании независимой от Украины сухопутной связи с Крымом. Автодорожный мост был открыт в 2018 году, железнодорожный — в 2019—2020 годах.
Крымский мост используется Россией для снабжения своей группировки войск в ходе вторжения на Украину. Служба безопасности Украины дважды подрывала мост: 8 октября 2022 года на мосту был произведён взрыв, приведший к обрушению двух пролётов автомобильной дороги и сильному пожару на железнодорожной части моста, а 17 июля 2023 года — второй взрыв, разрушивший один из автодорожных пролётов.

## Предыстория проекта
Предложения по строительству моста через Керченский пролив прорабатывались как минимум с начала XX века, а в 1943 году Германия во время войны возвела канатную дорогу через Керченский пролив и начала строительство двух мостов, автомобильного и железнодорожного, недостроенный мост при отступлении был взорван, СССР возвёл Керченский железнодорожный мост из оставленных немцами стройматериалов, протяжённостью 4,5 км. Однако запроектированный как временная конструкция и уязвимый в результате ошибок при проектировании и строительстве, мост был серьёзно повреждён в конце февраля 1945 года льдом, нагнанным ветром из Азовского моря.
Предложение по восстановлению временного моста было отвергнуто, остатки мостового перехода разобраны, но в скором времени после разрушения моста, к 1947 году, началась проработка вариантов строительства новой переправы — постоянного мостового сооружения — вместо утраченного временного. Был запроектирован высоководный двухъярусный мост на два железнодорожных пути и две полосы для автотранспорта от Еникале до косы Чушка длиной 6 км и стоимостью сооружения 850 млн рублей по ценам 1945 года. Высота подмостового габарита на судоходном пролёте предполагалась 40 м, максимальная глубина погружения свай — 55 м. Схема моста: 3×55 м + 8×110 м + 8×220 м + 8×110 м + 25×55 м + эстакада. 18 мая 1949 года Совет министров СССР принял постановление о строительстве моста (подготовительные строительные работы велись ещё с 1947 года), но в 1950 году строительство моста было прекращено, и началось сооружение паромной переправы.
В начале 1970-х годов был предложен проект моста длиной 2400 метров на плотине из полых железобетонных блоков (общая стоимость работ в 1972 году оценивалась в 200 млн. рублей), но проект реализован не был.
В начале 1990-х годов был объявлен конкурс на участие в реализации проекта транспортного перехода через Керченский пролив; в это время существовало 4 проекта перехода (два мостовых и два тоннельных). Крымские власти полагали, что реализация этого проекта будет способствовать контактам с Россией и закреплению «промежуточного» (а не сугубо украинского) положения Крыма между соседними государствами.
Кроме того, долгое время (вплоть до аннексии Крыма РФ) мост выдвигался в качестве одного из элементов кольцевой автодороги вдоль черноморского побережья, проект которой обсуждался в рамках ОЧЭС, или же как часть «возрождённого Великого шёлкового пути».
Вопрос строительства моста обсуждался в правительстве Украины в 2006 году. По словам министра транспорта и связи Украины Николая Рудковского, такое строительство было бы «плюсом для Крыма» и дало бы «возможность каждому туристу, приезжающему на Кавказ, обязательно приехать в Крым». Возможность постройки моста обсуждалась также в 2008 году на уровне премьер-министров, и в том же году проектирование и строительство моста были включены в «Транспортную стратегию Российской Федерации до 2030 года», которая предусматривала в качестве одного из основных направлений развития транспортной инфраструктуры в Южном федеральном округе проектирование моста через Керченский пролив и реконструкцию автодорожных подходов и подъездов к морскому порту Кавказ (до 2015 года), а на период с 2016 по 2030 годы — строительство моста. В апреле 2010 года на встрече в Харькове о строительстве моста в Керченском проливе договорились и подписали соответствующее соглашение недавно вступивший на пост президента Украины Виктор Янукович и президент России Дмитрий Медведев.
17 декабря 2013 года было подписано соглашение между правительством Российской Федерации и кабинетом министров Украины о совместных действиях по организации строительства транспортного перехода через Керченский пролив. Кабинет министров Украины утвердил соглашение в январе 2014 года. В 2014 году в связи с захватом полуострова Россией переговоры о строительстве моста прекратились. 18 марта 2014 года был объявлен конкурс на инженерные изыскания по строительству моста, однако его формальные условия, ссылающиеся на российско-украинское соглашение по мосту, уже не соответствовали фактическим реалиям — в этот день Россия официально включила Крым в состав своей территории.

## Возведение

### Постановка задачи
После аннексии Крыма Россией значение возможного создания транспортного перехода между Крымом и Кубанью резко возросло: он стал ключевым элементом интеграции полуострова в Россию, процесс которой был сопряжён с рядом рисков, включающих и транспортную уязвимость Крыма: утратив физический контроль над полуостровом, Украина, тем не менее, сохраняла за собой такой рычаг, как возможность изолировать Крымский полуостров путём перекрытия жизненно важных транспортных путей. Единственным способом автотранспортной связи с полуостровом, помимо маршрутов через подконтрольную Украине территорию, стала Керченская паромная переправа, но её использование было сопряжено с определёнными издержками: на переправе были нередки очереди, а её функционирование сильно зависело от погодных условий. Наряду с практической задачей обеспечения стабильного сообщения транспортный переход имел и символическое значение: он становился своего рода физическим воплощением «аннексии Крыма Россией» и демонстрировал решимость России закрепиться на полуострове. Создание перехода в дальнейшем проводилось Россией самостоятельно (а не на двусторонней основе), и лишь теперь сухопутное сообщение через Керченский пролив стало претворяться из проектов в реальность.
Задача построить «и автомобильный и железнодорожный мост» через Керченский пролив была поставлена президентом России Владимиром Путиным перед министерством транспорта 19 марта 2014 года, уже на следующий день после провозглашения суверенитета России над Крымом.
Заказчиком строительства транспортного перехода выступило подразделение Федерального дорожного агентства — Федеральное казённое учреждение «Управление федеральных автомобильных дорог „Тамань“».

### Выбор вариантов строительства
Маршрут моста выбирался из четырёх вариантов, при этом учитывались протяжённость перехода, наличие железнодорожных и автодорожных подъездов к нему с обеих сторон, перспектива удорожания строительства в связи с необходимостью создания дополнительных транспортных сооружений на подходных участках, а также перспективы развития порта «Кавказ», железной дороги, угол пересечения с ходом морских судов, возможность направления транспортного потока в обход Керчи, экологическая ситуация, ледовая обстановка в зоне прохождения маршрута, а также наличие на территории Таманского полуострова и косы Чушка грязевых вулканов. Три варианта предполагали строительство перехода в Крым от косы Чушка, тогда как четвёртый предполагал маршрут от Таманского полуострова через Тузлинскую косу и остров Тузла. Последний вариант и был признан оптимальным: утверждалось, что преимуществом этого варианта является наличие площадей для размещения обслуживающих сооружений, а также возможность обойти объекты историко-культурного наследия и зоны активных грязевых вулканов. Кроме того, строительство моста от косы Чушка потребовало бы прекращения работы существующей переправы, что осложнило бы связь Крыма с российскими регионами на период строительства.
Помимо строительства моста, рассматривался и вариант создания тоннеля, в пользу которого одно время активно высказывались крымские власти. В итоге, однако, был выбран мостовой вариант; по словам министра транспорта России Максима Соколова, возведение тоннелей в геологических условиях, существующих в Керченском проливе, «попросту запрещено». Помимо отсутствия необходимости строительства сооружений «в зоне тектонического разлома» преимуществами мостового варианта назывались меньшая стоимость эксплуатации транспортного перехода, в том числе меньшее энергопотребление, а также требовавшаяся президентом возможность открытия движения в 2018 году, с которой слабо согласовывались сроки строительства тоннеля (минимум четыре года).
Наконец, изменялся и вариант моста: если в рассматривавшемся к концу 2014 года проекте предполагалось построить два мостовых перехода (параллельные железнодорожный и автодорожный мосты между Таманским полуостровом и Тузлинской косой и совмещённый мост между островом Тузла и Керчью), а часть транспортного перехода провести прямо по Тузлинской косе, то утверждённый проект предусматривал два параллельных моста, а их опоры стали строить и на суше: от варианта прохождения транспортного перехода по насыпи отказались ввиду того, что коса находится в постоянном движении; отказ же от двухъярусного моста в пользу параллельных самостоятельных мостов (хотя и входящих в единый транспортный переход) представители компании-проектировщика мотивировали возможностью сократить стоимость строительства и массу пролётов, а также возможностью параллельного (одновременного) создания автодорожного и железнодорожного мостов, что позволяло «вписаться» в директивные сроки строительства Крымского моста.

### Строительные работы
Летом 2014 года Росавтодор объявил предварительную смету проекта: 150 млрд рублей на строительство транспортного перехода, 86 млрд рублей на подготовительные работы и 51 млрд рублей на строительство подъездных дорог.
30 января 2015 года исполнителем работ по проектированию и строительству транспортного перехода через Керченский пролив было назначено ООО «Стройгазмонтаж», а также была ограничена стоимость проекта суммой в 212,5 млрд рублей в ценах 2015 года. Срок начала движения в рабочем режиме по автодорожному мосту и «временной эксплуатации» железнодорожного моста распоряжением правительства России был назначен на декабрь 2018 года, однако последний срок позднее был перенесён на год — на декабрь 2019 года, поскольку «строительство железнодорожного моста занимает больше времени, чем автомобильного, и технически более сложно». По заказу ООО «Стройгазмонтаж» разработку проектной документации осуществило ЗАО «Гипростроймост — Санкт-Петербург»; в апреле 2015 года началось возведение временных технических сооружений. К февралю 2016 года проект прошёл экспертизы и получил разрешение на строительство. Летом 2016 года ФКУ Упрдор «Тамань» утвердило общую смету проекта в размере 227,92 миллиарда рублей.
В феврале 2016 года началось строительство самого моста. В начале года начались работы по погружению свай в основание опор, а в апреле была сооружена первая опора. В июне началась установка первых пролётных строений. 16 августа 2017 года завершилась установка свай автодорожного моста, 29 августа закончилась операция по транспортировке и установке железнодорожной арки в центральный судоходный пролёт над Керчь-Еникальским каналом. 12 октября 2017 года закончилась операция по транспортировке и установке автодорожной арки. 4 декабря 2017 года было завершено возведение всех опор автодорожного моста и половины опор железнодорожного моста, 20 декабря — пролётных сооружений автодорожного моста. 26 апреля 2018 года была завершена укладка асфальта на автодорожном мосту и мост прошёл приёмочные обследования, что стало основанием для последующего введения его в эксплуатацию.
Кроме того, летом 2019 года для строительства временного моста через Северский Донец в городе Каменске-Шахтинском (Ростовская область) были использованы металлоконструкции временного (технологического) моста через Керченский пролив (после окончания работ над автодорожным мостом временный мост был разобран). Металлоконструкции понадобились для срочного создания временного моста в связи с закрытием одного из мостов Каменского мостового перехода на автомобильной трассе М4.
- Строительство опор и монтаж первых пролётов ж/д моста со стороны Керчи. Одновременно происходит засыпка технологической площадки и начало сборки арок моста
- Асфальтирование готового участка а/д моста со стороны Тамани. На встречной стороне ведутся строительные работы по соединению технологического съезда с мостом
- Завершение сборки арок на стапеле и подготовка их к транспортировке и монтажу на фарватерные опоры
- Установленные арки моста и процесс надвижки пролётов а/д моста к арке. Вид со стороны Тамани

### Начало эксплуатации автодорожного моста
15 мая 2018 года состоялась церемония запуска («официального открытия») автодорожного моста через Керченский пролив с участием президента России Путина, а 16 мая, в 5:30 по московскому времени, мост открыли для транспорта с максимальной разрешённой массой менее 3,5 т; по официальным сообщениям, к вечеру этого дня суммарно в обе стороны по мосту проехали почти 14 тысяч транспортных средств, и тем самым был побит абсолютный рекорд Керченской паромной переправы. К 16 июля по мосту проехало более миллиона автомобилей. В полночь 1 октября мост был открыт и для автомобилей с максимальной разрешённой массой свыше 3,5 тонн; ранее установленные запрещающие знаки были демонтированы. Запрет на перевозку через мост опасных грузов (в том числе на проезд бензовозов) был сохранён. За период с открытия моста 16 мая 2018 года по 15 мая 2019 года по мосту проехало 5 млн автомобилей (в том числе почти 500 тыс. грузовиков и более 60 тыс. автобусов), что более чем в 3 раза превышает соответствующий показатель Керченской паромной переправы за весь 2017 год (1,6 млн автомобилей); по сообщению информационного центра Крымского моста, воспользовавшиеся им автовладельцы и перевозчики сэкономили более 16 млрд рублей. Министр транспорта России Евгений Дитрих в декабре 2018 года заявил о вероятности полной окупаемости моста к 2035 году.

### Строительство железнодорожного моста
Строительство железнодорожного моста продолжилось и после окончания строительства автодорожного моста; к 4 июня 2018 года было завершено создание его свайных фундаментов, 25 июля началась укладка рельсовых путей, к первой половине ноября 2018 года было завершено формирование опор.
К 24 марта 2019 года была завершена сборка железнодорожных пролётов моста, к 18 июля — укладка рельсов двухпутной неэлектрифицированной железной дороги, продолжался монтаж средств сигнализации, централизации и блокировки. 11 сентября сообщалось о начале установки системы автоматического контроля и управления движением поездов. 28 ноября началась настройка железнодорожной автоматики моста.
18 декабря 2019 года строительство железнодорожного Крымского моста было официально завершено — был подписан акт приёмки, разрешающий ввод железнодорожного моста в эксплуатацию. 23 декабря движение по железнодорожному мосту запустил президент России Владимир Путин. Грузовое движение открылось 30 июня 2020 года.
Железнодорожный мост не является объектом ОАО «РЖД», он входит в состав Крымской железной дороги.
Намечается электрификация моста переменным током напряжением 27 Кв совместно с участком до Багерова. Для этого в Багерове запланировано строительство тяговой подстанции. На 2021 год под неё осуществлён землеотвод.

### Начало эксплуатации железнодорожного моста
Перевозчиком пассажиров в Крым 5 ноября 2019 года была определена компания «Гранд Сервис Экспресс», продажи билетов на поезда из Москвы в Симферополь (в пути 33 часа) и из Санкт-Петербурга в Севастополь (43,5 часа) начались 8 ноября 2019 года.
23 декабря 2019 года с участием президента России Владимира Путина прошла торжественная церемония открытия железнодорожного движения по Крымскому мосту и произошло отправление первого пассажирского поезда, который пересёк Керченский пролив по мосту в промежутке с двух до трёх часов ночи 25 декабря. Во время встречи первого поезда, следовавшего по маршруту «Москва—Симферополь», руководитель Федерального агентства железнодорожного транспорта Владимир Чепец сказал, что проект по электрификации Крымской железной дороги, включая участок Крымского моста, будет реализован в течение 5 лет.
30 июня 2020 года железнодорожный мост открылся для грузовых поездов.

### Реакция Украины и международного сообщества
Возведение и открытие Крымского моста вызвали резко негативную реакцию Украины, рассматривающую строительство как незаконное (поскольку она «как прибрежное государство в отношении Крымского полуострова» не давала на него своего согласия) и включившую претензии по его строительству в свой иск против России о нарушении последней Конвенции ООН по морскому праву, а по фактам строительства моста и организации железнодорожных перевозок по нему украинской прокуратурой были возбуждены уголовные дела. CША и Европейский союз также выступили с осуждением строительства и открытия моста и ввели санкции в отношении участвующих в его создании организаций, с декабря 2018 года строительство и открытие моста через Керченский пролив осуждалось Генеральной Ассамблеей ООН как «способствующее дальнейшей милитаризации Крыма» и «ограничивающее размеры судов, которые могут заходить в украинские порты на побережье Азовского моря». Сама Россия отвергает обвинения в нарушении конвенции (и её применимость к данному вопросу, так как Керченский пролив и Азовское море являются внутренними водами), заявленный статус Украины как «прибрежного государства» в отношении Крыма и, соответственно, не намерена «спрашивать разрешения на строительство транспортной инфраструктуры в интересах жителей российских регионов».
Украинские власти также обвиняли Россию в нанесении вреда окружающей среде в Керченском проливе при строительстве моста, включив эти претензии в свой иск против России. Российские власти, в свою очередь, отвергают эти обвинения; по словам министра природных ресурсов и экологии Сергея Донского, «при проектировании моста приняты беспрецедентные меры для исключения воздействия на экосистему».

### Выбор названия
До российской аннексии Крыма и некоторое время после него мост не имел официального названия; объект именовался по-разному: Крымский мост, Керченский мост или мост через Керченский пролив. 23 декабря 2016 года, отвечая на соответствующий вопрос на ежегодной пресс-конференции, президент России Владимир Путин предложил провести опрос о названии моста. Соответствующее официальное интернет-голосование по выбору названия моста началось 16 ноября 2017 года и продолжалось месяц. Самым популярным стал вариант «Крымский мост», набравший 64 % голосов, именно этот вариант и стал официальным названием перехода через пролив.
Украинские власти считают официальное российское название «пропагандистским» и называют транспортный переход Керченским мостом или мостом через Керченский пролив.

### Неофициальный талисман
Неофициальным талисманом моста во время его строительства стал рыжий кот по кличке Мостик, живший на КПП стройки. Котёнок появился на стройке в 2015 году благодаря первым охранникам, которые его заметили, подобрали и приютили. Днём его рождения назначили День мостов — 29 ноября, так как настоящая дата рождения неизвестна.
Перед официальным открытием движения по автодорожному мосту Мостик первым прошёл по нему.

## Общие характеристики
Транспортный переход состоит из двух параллельных мостов — автодорожного и железнодорожного. Они начинаются на Таманском полуострове, проходят по Тузлинской косе и острову Тузла, пересекают фарватер, огибая мыс Ак-Бурун, и завершаются в Керчи. Длина транспортного перехода в границах проектирования — 19 км, железнодорожного моста — 18,1 км, автодорожного — почти 17 км (без насыпей на керченском берегу). Ширина проезжей части автодорожной арки, включая полосы безопасности — 23,1 м.
Мосты проходят длинными эстакадами, пролёты которых, общей массой в 260 тыс. тонн, стоят на 595 опорах. Длина пролётов в основном от 55 до 63 м, судоходные пролёты над Керчь-Еникальским каналом проходят по аркам автодорожного и железнодорожного мостов длиной 227 м и высотой 45 м с подмостовым судоходным габаритом высотой 35 м и шириной 185 м, являющимся крупнейшими элементами транспортного перехода.
Автодорожный мост представляет собой четырёхполосную скоростную дорогу (категория IБ). Расчётная скорость движения по мосту составляет 120 км/ч, фактическая максимальная разрешённая скорость движения — 90 км/ч. Пропускная способность моста — 40 тысяч автомобилей в сутки; действующий рекорд суточного трафика составляет 36 393 автомобиля и был установлен 16 августа 2020 года.
Железнодорожный мост является бесстыковой двухпутной железной дорогой II категории. Он рассчитан на движение поездов массой до 7,1 тыс. тонн со скоростью до 120 (для пассажирских поездов) или 80 (для грузовых) км/ч. Ожидаемая пропускная способность в первый год эксплуатации — 47 пар поездов в сутки. Проектом Крымского моста была предусмотрена возможность создания воздушной контактной сети для электрификации железной дороги (переменный ток, ~25 кВ, 50 Гц), «в случае принятия такого решения», для чего не придётся изменять конструкцию дороги — потребуется только поставить опоры (для которых уже предусмотрены места размещения) и протянуть контактную сеть. До электрификации по мосту будут ходить дизель-поезда и тепловозы.

Заявлялось, что Крымский мост не потребует ремонта как минимум в ближайшие 100 лет. Проектная сейсмоустойчивость транспортного перехода должна обеспечить сохранность Крымского моста при землетрясениях до 9 баллов. Сейсмоустойчивость автодорожного моста должны обеспечить шок-трансмиттеры, тогда как на железной дороге «антисейсмическое закрепление пролётов <…> предусмотрено за счёт выполнения неподвижных и линейно-подвижных опорных частей, так что при землетрясении сейсмические силы передаются на промежуточные опоры». 
Являясь единственным средством сухопутного сообщения Крыма с материковой частью фактической территории РФ, Крымский мост относится к стратегическим объектам первой категории, а посему чрезвычайно строго охраняется. От воздушных атак транспортный переход защищает собственная система ПВО, представленная «полной линейкой» ЗРК: «от „Панциря“ до развёрнутого в Феодосии дивизиона С-400», а также средствами РЭБ. От тарана Крымский мост защищают отбойники; подходы к мосту с моря и суши контролирует отдельная бригада Росгвардии при поддержке пограничных войск и противодиверсионных отрядов Черноморского флота.

## Транспортные подходы
К автодорожному мосту в Краснодарском крае подходят 40 км дороги, ответвляющейся от старого маршрута дороги А-290, а в Крыму — 8,6 км дороги от развязки на трассе Симферополь — Керчь. От крымского подхода также начинается автодорога А-291 «Таврида» (Керчь — Симферополь — Севастополь), общей протяжённостью 250,7 км. Подходы к мосту и трасса «Таврида» — четырёхполосные скоростные автодороги с расчётной скоростью движения 120 км/ч.
Железнодорожный мост стал частью новой линии железной дороги Багерово — Вышестеблиевская. Со стороны Краснодарского края была построена двухпутная железная дорога протяжённостью почти 40 километров с ответвлением в сторону Крымского моста, одновременно с дорогой была построена станция Тамань-Пассажирская. Проектом крымского подхода предусматривалось создание двухпутной 18-километровой железнодорожной линии и новой железнодорожной станции Керчь-Южная, реконструкция станции Багерово и создание ряда путепроводов и железнодорожного тоннеля. Федеральная целевая программа предусматривает электрификацию и усиление железной дороги Джанкой — Феодосия — Керчь протяжённостью 207 км.
- Развязки моста на Таманском полуострове
- Съезды с моста удалены от Керчи
- Почтовый конверт первого дня «Крымский мост» (2018). Художники: М. Корнеева, В. Бельтюков.

## Происшествия
- 8 сентября 2018 года во время шторма сильный ветер сорвал с якоря плавучий кран, находившийся на якорной стоянке. Экипаж пытался взять многотонное плавучее сооружение под контроль и остановить его движение, однако в итоге кран прибило к опоре 227-й автодорожного моста, на 154-м км трассы А-290 (участок между островом Тузла и фарватером). В результате были повреждены одна мачта освещения и несколько метров барьерного ограждения моста. Для устранения повреждений строителям понадобилось около суток[214][215][216], было введено ограничение движения по левой полосе автодороги, снятое в тот же день[217].
- 4 октября 2018 года на морском участке строительства железнодорожного моста, между Тузлинской косой и одноимённым островом, в процессе опускания на опоры один из пролётов упал в мелководной части акватории Чёрного моря. Никто не пострадал. Предположительно, авария была вызвана технической неисправностью одного из домкратов[218][219][220][221]. В середине октября упавший пролёт был поднят из воды, но повторно не устанавливался, а был заменён новым[222][223].
- 13 сентября 2019 года на площадке строительства керченского железнодорожного подъезда к Крымскому мосту произошёл обвал в тоннеле. В результате один из двух рабочих, оказавшихся под завалом, погиб[224].

### Взрывы на мосту
В ходе вторжения России в Украину мост дважды подрывался Службой безопасности Украины:
- 8 октября 2022 года в 6:05 в результате взрыва на мосту были разрушены два автомобильных пролёта и произошло возгорание вагонов-цистерн на железнодорожном мосту[225]. К 5 декабря разрушенные пролёты моста были восстановлены[226].
- 17 июля 2023 года на мосту произошёл второй взрыв, в результате которого один из автодорожных пролётов был разрушен, а другой — повреждён[227][228]. В результате взрыва погибла супружеская пара и пострадала их дочь[229]; они ехали на отдых в Крым[228].

## В культуре и искусстве
- 31 мая 2017 стартовал конкурс песен и стихов про Крымский мост. Жюри конкурса состояло из российских исполнителей: Валерии, Олега Газманова, Николая Расторгуева, Алёны Свиридовой, продюсеров и композиторов — Игоря Крутого, Владимира Матецкого, Игоря Матвиенко, Виктора Дробыша, поэтессы Ларисы Рубальской, телеведущей Ларисы Вербицкой. За два месяца на конкурс поступило примерно 2,5 тысяч произведений из России и ещё 15 стран. 11 августа 2017 были подведены итоги. Победителем стала песня Леонида Чернышёва из города Иваново[230][231].
- В честь открытия моста 15 мая 2018 года на сцене непосредственно на площадке моста прошёл праздничный концерт, в котором участвовали Григорий Лепс, Валерия, Александр Маршал, Денис Майданов, Дима Билан, Ольга Кормухина, Олег Газманов и другие артисты. Концерт был показан в эфире российского Первого канала 19 мая 2018[232].
- 1 ноября 2018 года состоялась общероссийская премьера полнометражного художественного фильма Тиграна Кеосаяна по сценарию Маргариты Симоньян — «Крымский мост. Сделано с любовью!» Производство кинокомпании «Централ партнершип» (2018)[233].
- 6 ноября 2018 года выпущена в свободное обращение тиражом 230 000 экземпляров сцепка — почтовая марка с двумя боковыми купонами «Крымский мост». На почтовой марке и купонах изображены панорама Крымского моста, морские суда и рыжий кот, сидящий на каменной возвышенности в окружении морских чаек. Выпуск художественной марки приурочен к открытию автомобильного движения по мосту. Автор — художник-миниатюрист, член Московского отделения Союза художников России и Международной федерации художников Владимир Иванович Бельтюков. Номинал марки — 46 рублей, а цена сцепки, погашенной штемпелем первого дня, — 14 рублей 50 копеек[234].
- В апреле 2019 года группа «Любэ» совместно с группой «Фабрика» представила клип песни «По мосту» про Крымский мост[235].

- Крымский мост на почтовой марке России 2018 года (ЦФА [АО «Марка»] № 2403)
- Крымский мост.
Монета Банка России, 2019 г.

## Галерея
- Вид на Крымский мост
- Крымский мост
- Ночная подсветка арок Крымского моста
- Крымский мост вечером